# Bangs (Nofels)
Bangs ist einer der vier Ortsteile (Weiler) von Nofels (Nofels, Bangs, Fresch und Matschels) und gehört zum Gemeindegebiet von Feldkirch.

## Geografie
Bangs ist ein Vorarlberger Grenzdorf und liegt im Rheintal genau im Dreiländereck Österreich-Liechtenstein-Schweiz. Vom ehemaligen Zollgebäude führt eine Brücke über den Rhein nach Lienz SG in der Schweiz. Bangs ist die westlichste Ortschaft Österreichs.

## Geschichte
Wie auch unter Nofels erwähnt dürfte im 11. und 12. Jahrhundert die Besiedlung der bewaldeten Flussauen zwischen Schellenberg, Ill und Rhein begonnen haben. Bangs entstand vermutlich an diesem Ort am Rhein, weil es hier eine passierbare Furt durch den Rhein gab.
In Dokumenten aus dem 14. Jahrhundert scheint Bangs zum ersten Mal als Siedlungsort auf, die ersten Wohnstätten entstanden hier aber eher schon früher als in Nofels. Andere frühere Schreibweisen waren Bancks, Banx, Banngs, Pangs, Pangen sowie Abanchs. Die Namen lassen sich vom rätoromanischen banc = Ufer ableiten.
1655 wurde nach Abbruch einer früheren, sehr kleinen, die heutige Kapelle erbaut. Der Turm kam jedoch erst im 19. Jh. dazu.
Die Entwicklungsgeschichte ist wie die von Nofels bis ins 20. Jahrhundert geprägt von Zwängen und Nöten aufgrund von Naturgewalten (Ill- und Rhein-Überschwemmungen) sowie mühsamen Bestrebungen nach Eigenständigkeit. Der Ill-Fluss mündet nördlich von Bangs beim Illspitz in den Rhein. Bei einem Hochwasser der Ill konnte es aufgrund Rückstau für Bangs Land unter bedeuten, auch wenn der Rhein selbst einmal nicht über seine Ufer trat (so geschehen 1910).
Bangs, das sich bis ins 18. Jahrhundert recht gut entwickeln konnte (ca. 250 Einwohner, damals größer als Nofels), wurde immer öfter von Überschwemmungen heimgesucht. Ende des Jahrhunderts begann aufgrund der stetig steigenden Hochwassergefahr eine Abwanderung zum etwas höher gelegenen Nofels. Die Neubangsergasse erinnert noch daran.

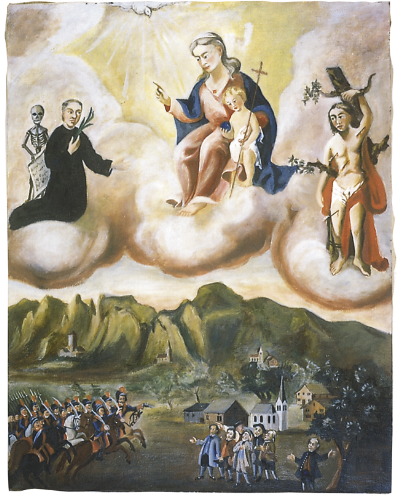
Votivbild Einfall der Franzosen in Bangs

1799 gelangte im Zuge der Napoleonischen Kriege eine Truppe französischer Soldaten nach Bangs. Obwohl die Kundschafter gemäß mündlicher Überlieferung nach einer Verköstigung ohne großen Schaden anzurichten wieder abzogen, saß der Schrecken in der Bevölkerung doch tief. Davon zeugt ein Votivbild und eine 1818 zur Erinnerung vor der Kapelle gepflanzte „Franzosen-Ulme“. Der Baum wurde später unter Denkmalschutz gestellt, musste im Jahr 2013 aber wegen Altersschwäche bzw. Gefahr für die Öffentlichkeit dennoch gefällt werden.
Im Jahr 1909 ersetzte die alte Gaissauer Holzbrücke den jahrhundertelangen Rhein-Fährbetrieb zwischen Bangs und Lienz (Schweiz). Die stabile Konstruktion überstand auch das Jahrtausend-Hochwasser des Rheins im Jahr 1927. Da in Bangs auch in Zukunft Überschwemmungsgefahr bestand, folgten ein behördlich befohlener Baustopp und weitere Umsiedelungen nach Nofels (oder Auswanderungen nach Amerika). Die Wuhrarbeiten (Dammbau) an Ill und Rhein wurden (mit kriegsbedingtem Unterbruch) verstärkt. 1963 hatte sich die Bodensituation wieder soweit verbessert, dass das Bauverbot wieder aufgehoben werden konnte. 1965 zerstörte ein November-Fönsturm die Holzbrücke über den Rhein, worauf die heutige Eisenbeton-Brücke gebaut wurde.

## Sehenswürdigkeiten

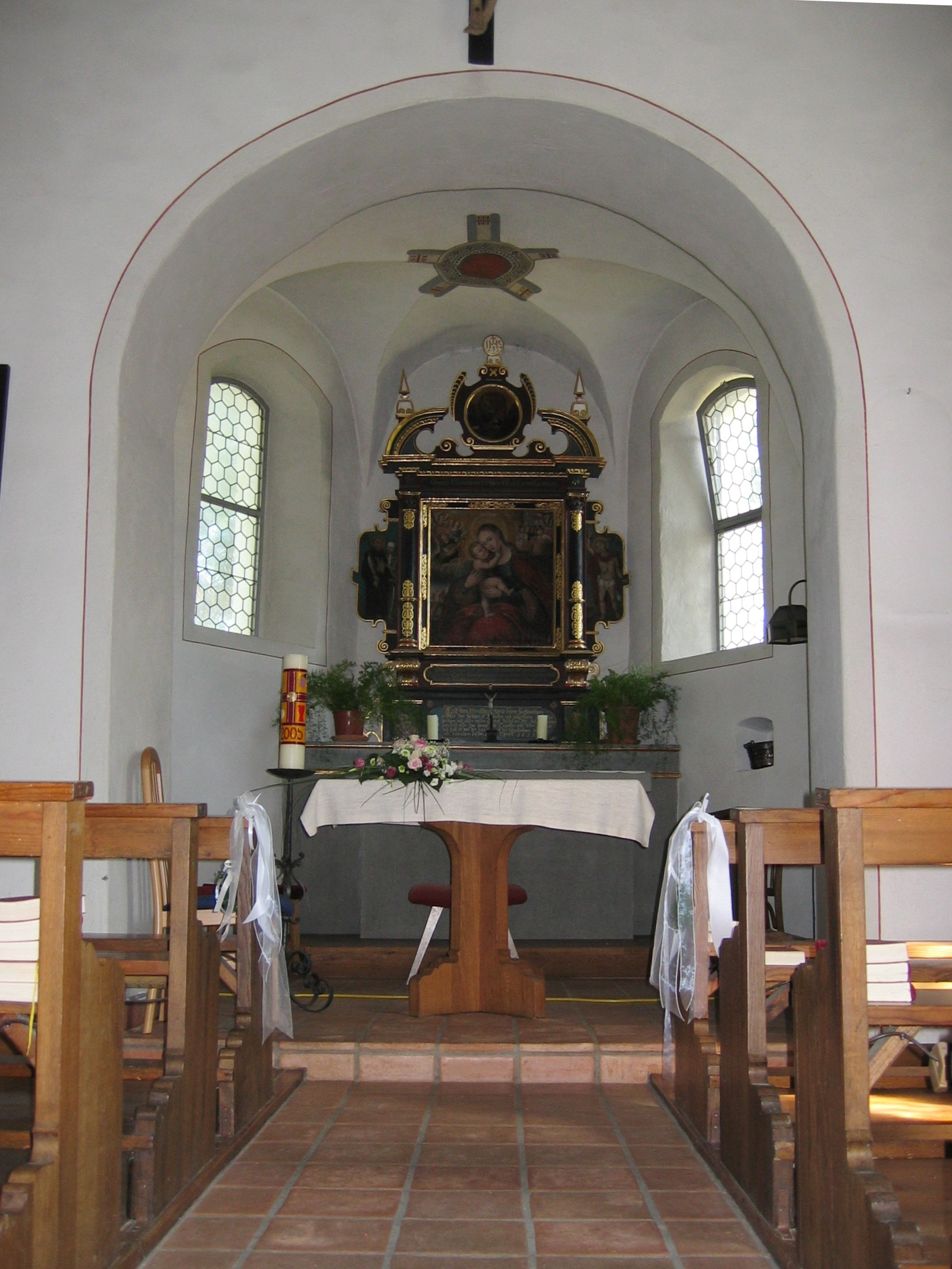
Altarraum der Kapelle

### Kapelle zu den Hl. Sebastian und Fridolin
Der bestehende Bau wurde 1655 anstelle einer alten Kapelle von Meister Jörg Metzler errichtet. 1884 erfolgte der Turmanbau und 1895 wurden Vorzeichen und Portal hinzugefügt. Im Inneren befindet sich ein Barockaltar mit einer Figur des Hl. Sebastian aus der Zeit um 1500 und auf einem Votivbild ist – neben der Kapelle selbst – der Einfall der Französischen Husaren im Jahre 1799 dargestellt (Bem.: Der gemalte Kirchturm war Fiktion).
Von 1982 bis 1984 erfolgte eine Renovierung der Kapelle.
2003 wurde von Wolfgang Büchel, Orgelbauer aus Nofels, die „Lang Hermann Gedächtnis Orgel“ in der Kapelle eingebaut. Feierliche Orgelweihe war im Januar 2004.
2013 musste das Naturdenkmal vor der Kapelle, die sogenannte „Franzosen-Ulme“, aus Sicherheitsgründen gefällt werden.

### Naturschutzgebiet Bangser Ried

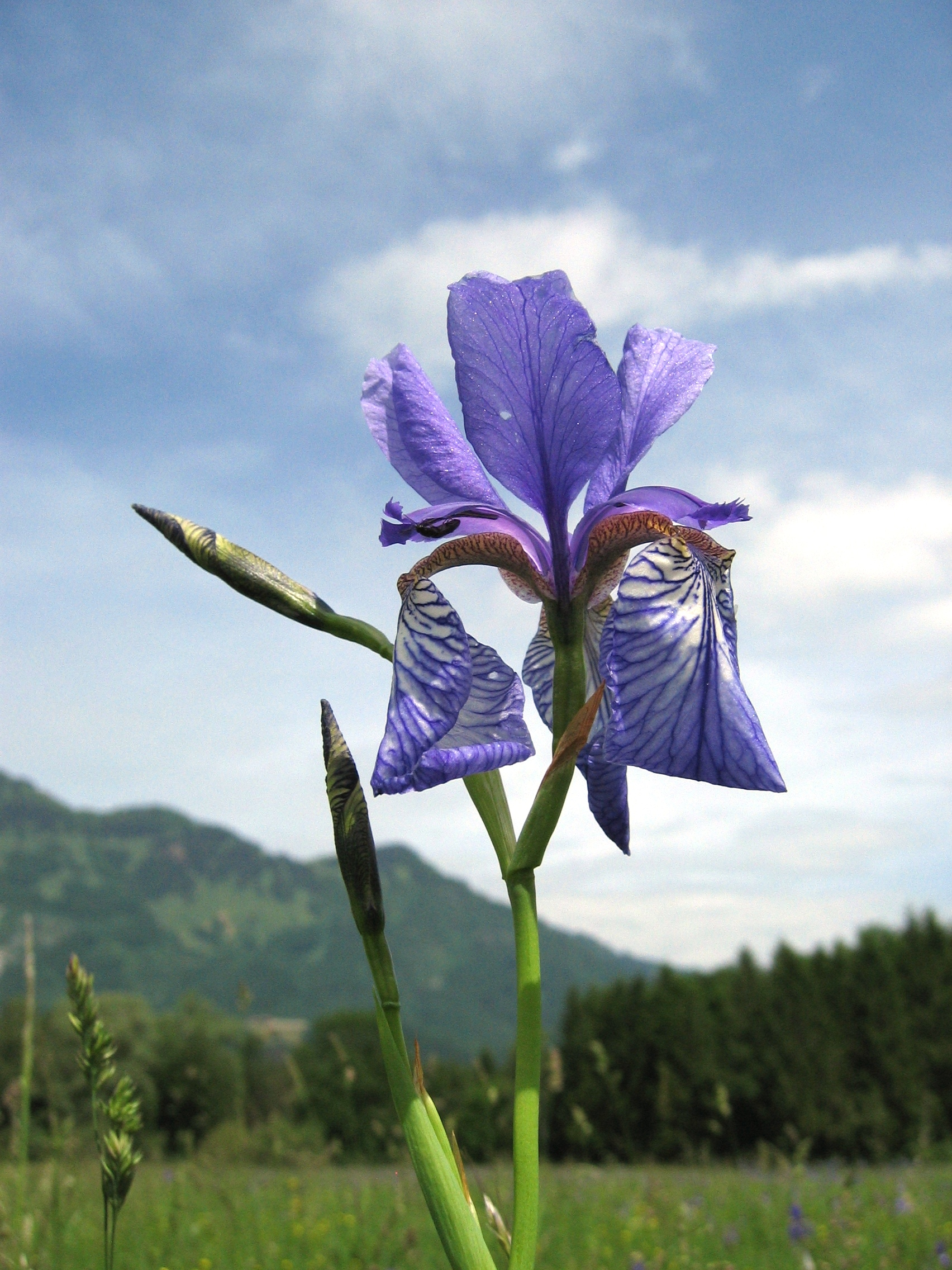
Iris-Blüte im Mai

Mitten im dicht besiedelten Rheintal liegt auf 430 m ü. A. das Naturschutzgebiet Bangser Ried, das gemeinsam mit Matschels das Natura-2000-Gebiet Bangs – Matschels bildet. Das gesamte Schutzgebiet besteht aus ausgedehnten Feuchtwiesen und 280 Hektar Wald. Es liegt in der Roten Au, welche sich entlang der Ill und des Rheins erstreckt und die größte zusammenhängende Waldfläche des Vorarlberger Rheintals ist.
Ökologisch besonders wertvoll sind die Streuwiesen, sie werden nicht gedüngt und nur einmal pro Jahr gemäht. Zusammen mit den mäßig intensiv bewirtschafteten Wiesen bieten sie einer Vielzahl von seltenen und gefährdeten Tier- und Pflanzenarten Lebensraum. Sie sind Heimat für viele an nährstoffarme Lebensräume angepasste Schmetterlingsarten, aber auch für den Wachtelkönig, eine weltweit bedrohte Vogelart. Im Frühsommer verwandeln Sibirische Schwertlilien (Iris) die Wiesen in ein leuchtend blaues Blütenmeer.
Es gilt ein Fahrverbot für Kraftfahrzeuge, die Naturlandschaft kann aber mit dem Fahrrad oder zu Fuß erkundet werden.

## Ansichten

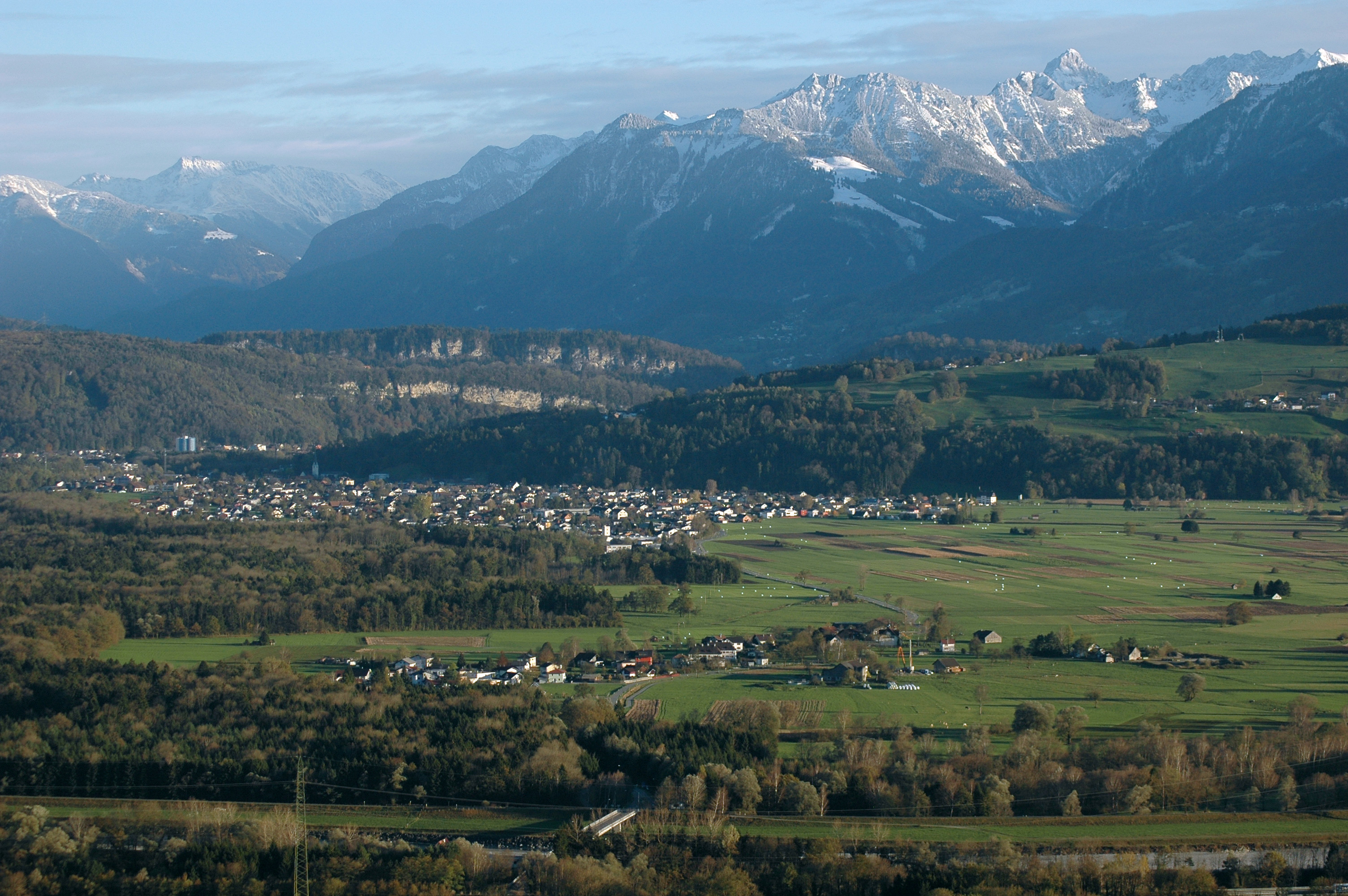
Nofels, Bangs und Fresch, Blick übers Rheintal gegen Feldkirch
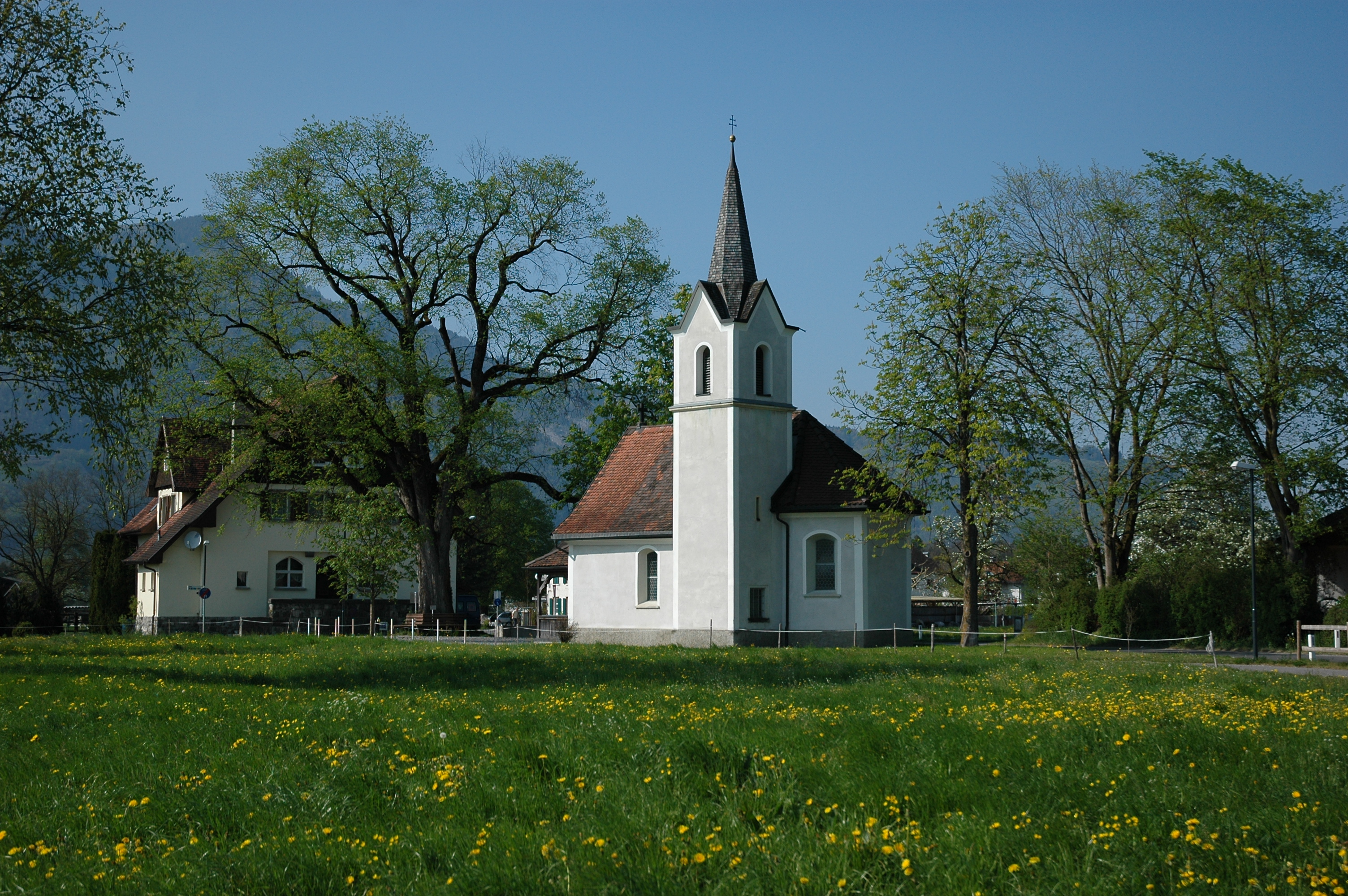
Bangser Kapelle
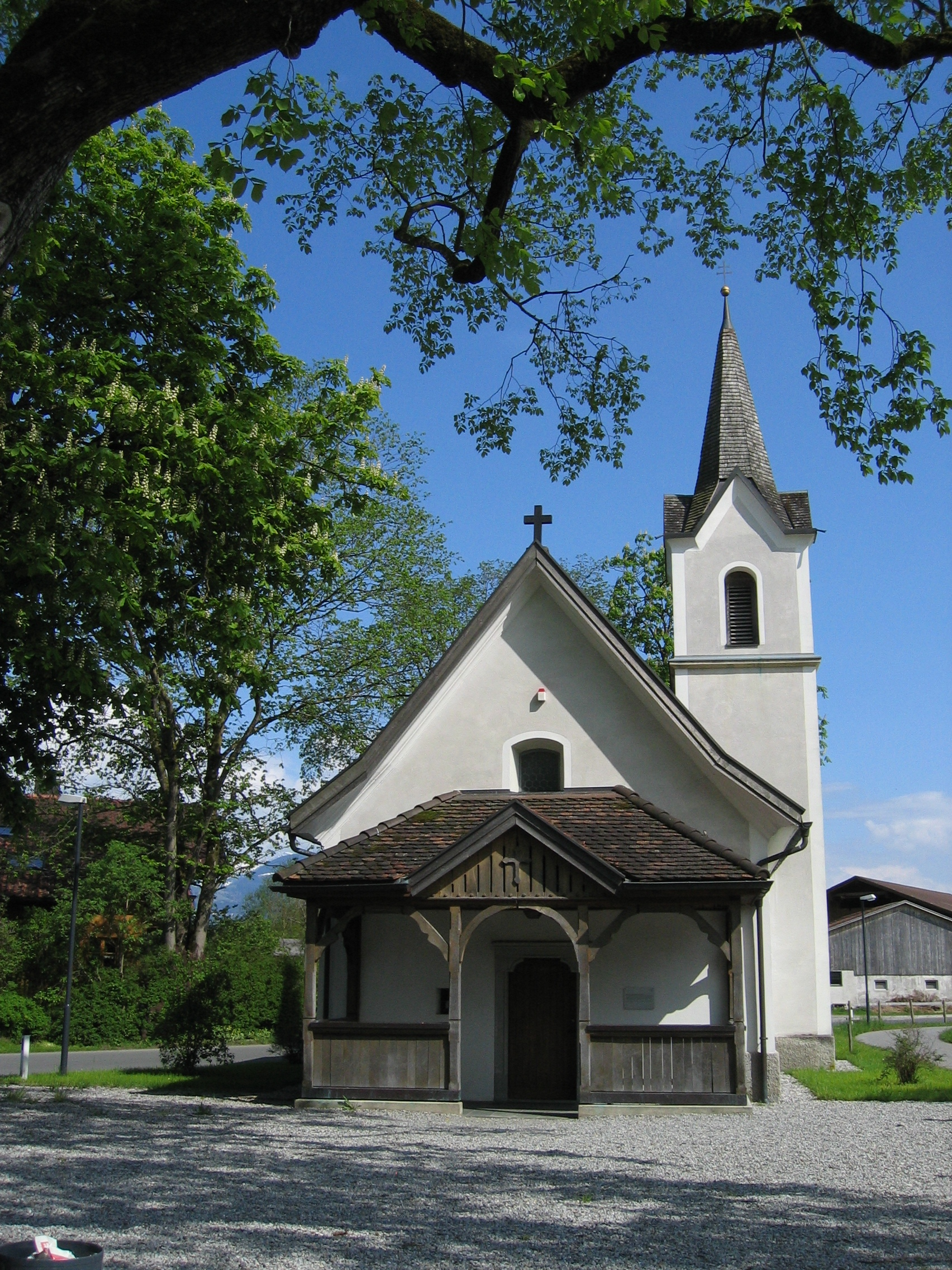
Bangs (Nofels) ("Franzosen-Ulme") Kapelle Eingang (Mai 2007)
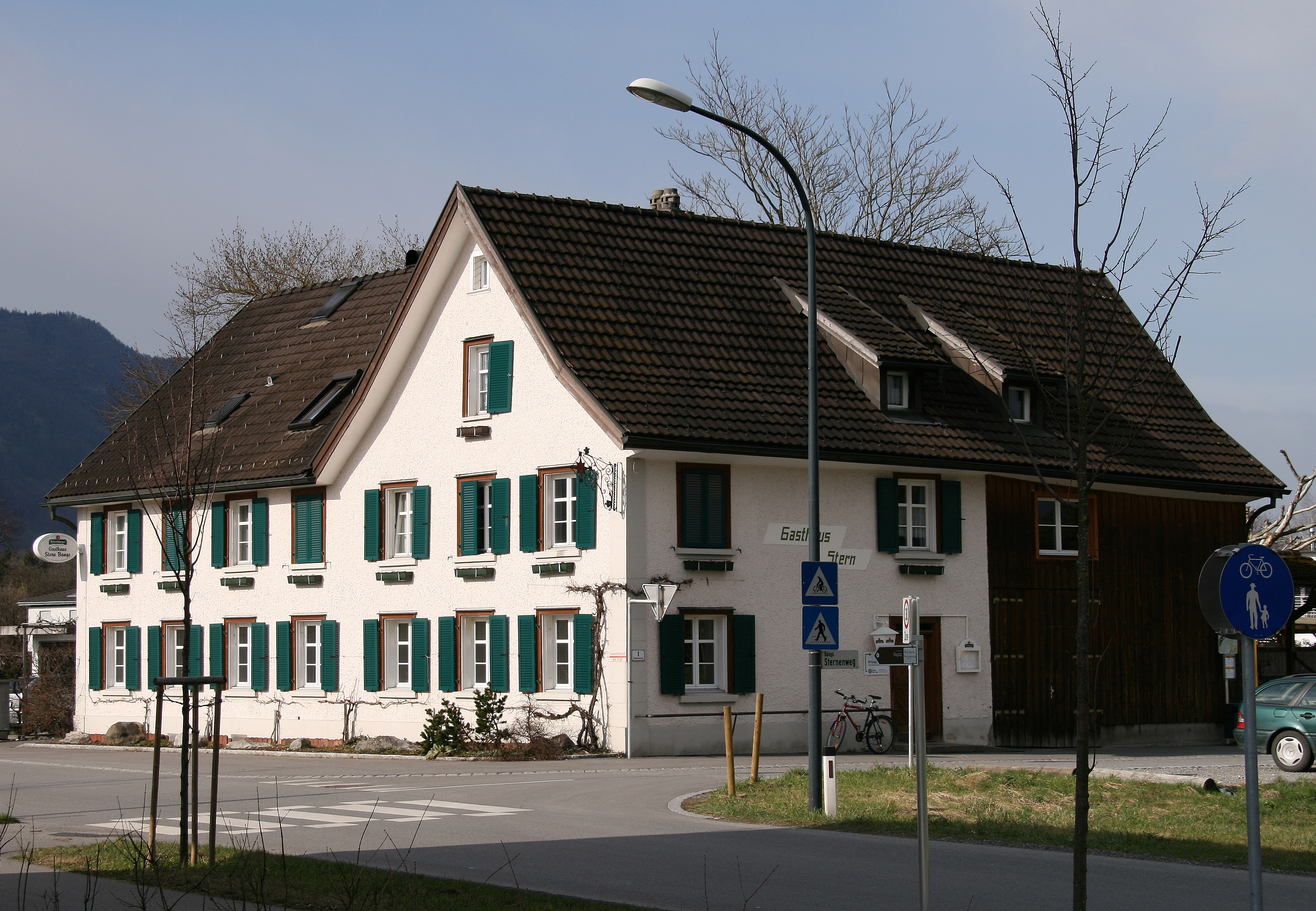
Gasthaus Stern
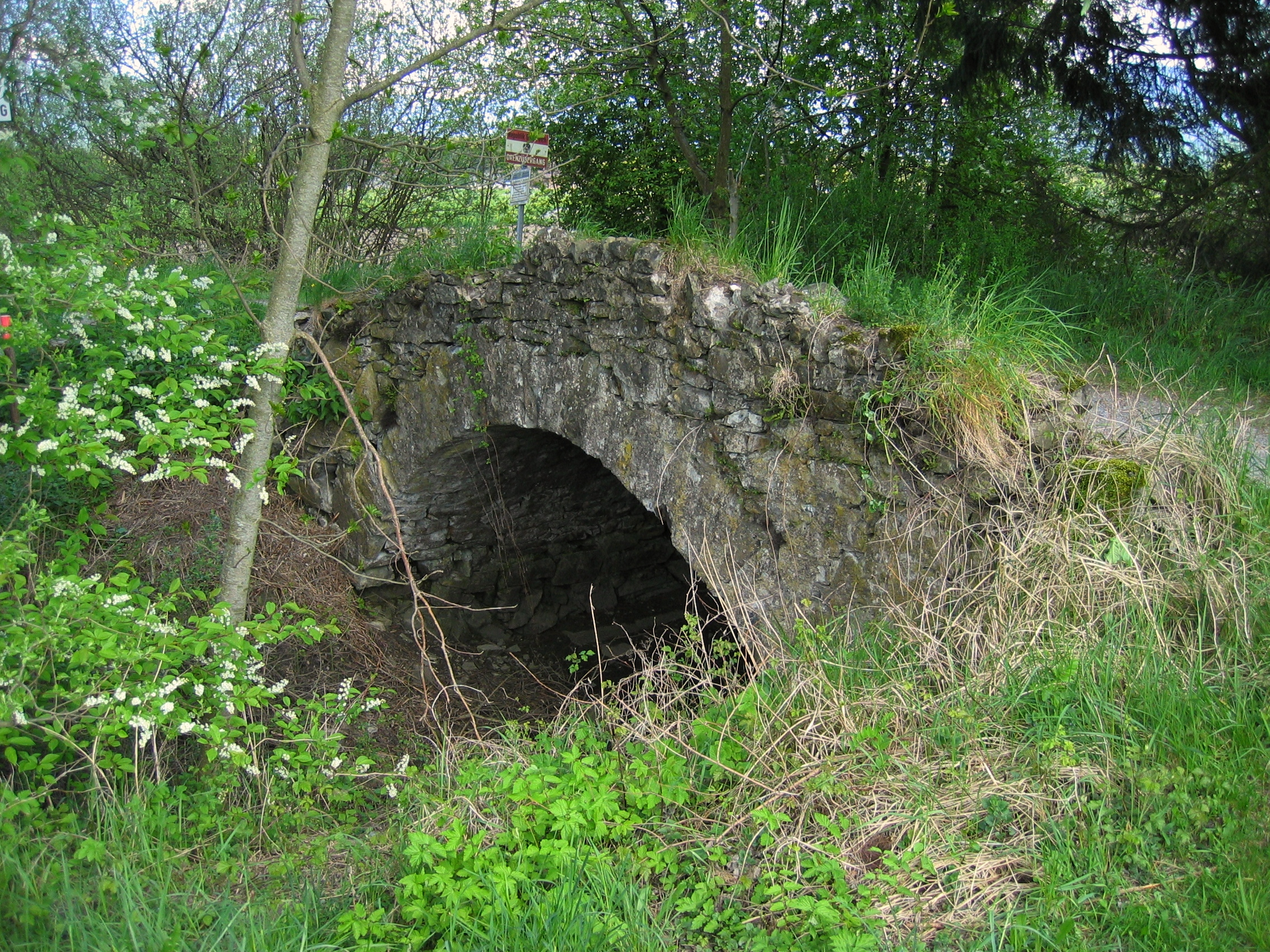
Steinbrücke Grenze zu Liechtenstein (Ruggell)
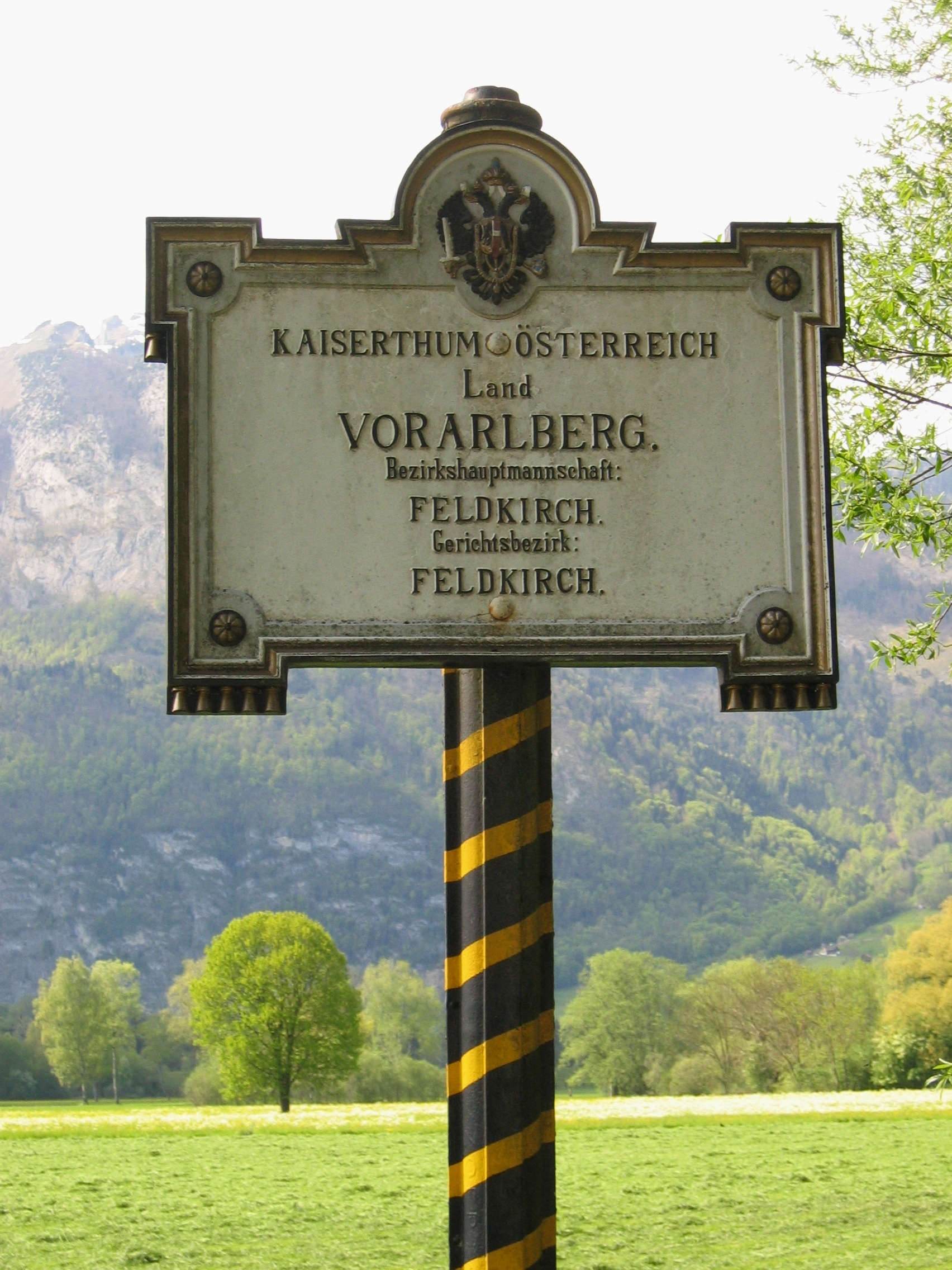
Tafel „Kaiserthum Österreich“ bei Steinbrücke
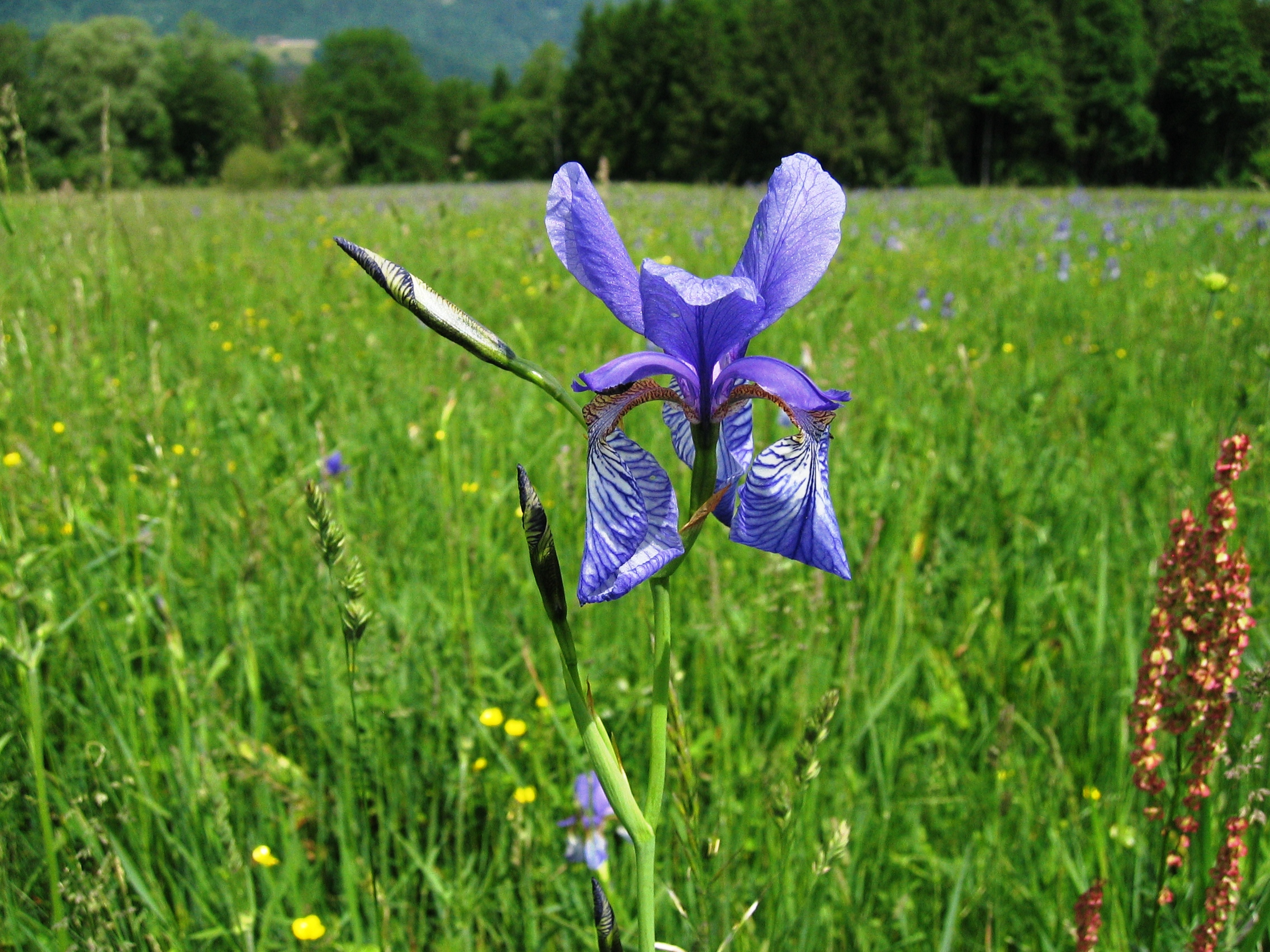
Iris, Sibirische Schwertlilie, von den Einheimischen „Fläadrmüs“ (Fledermäuse) genannt
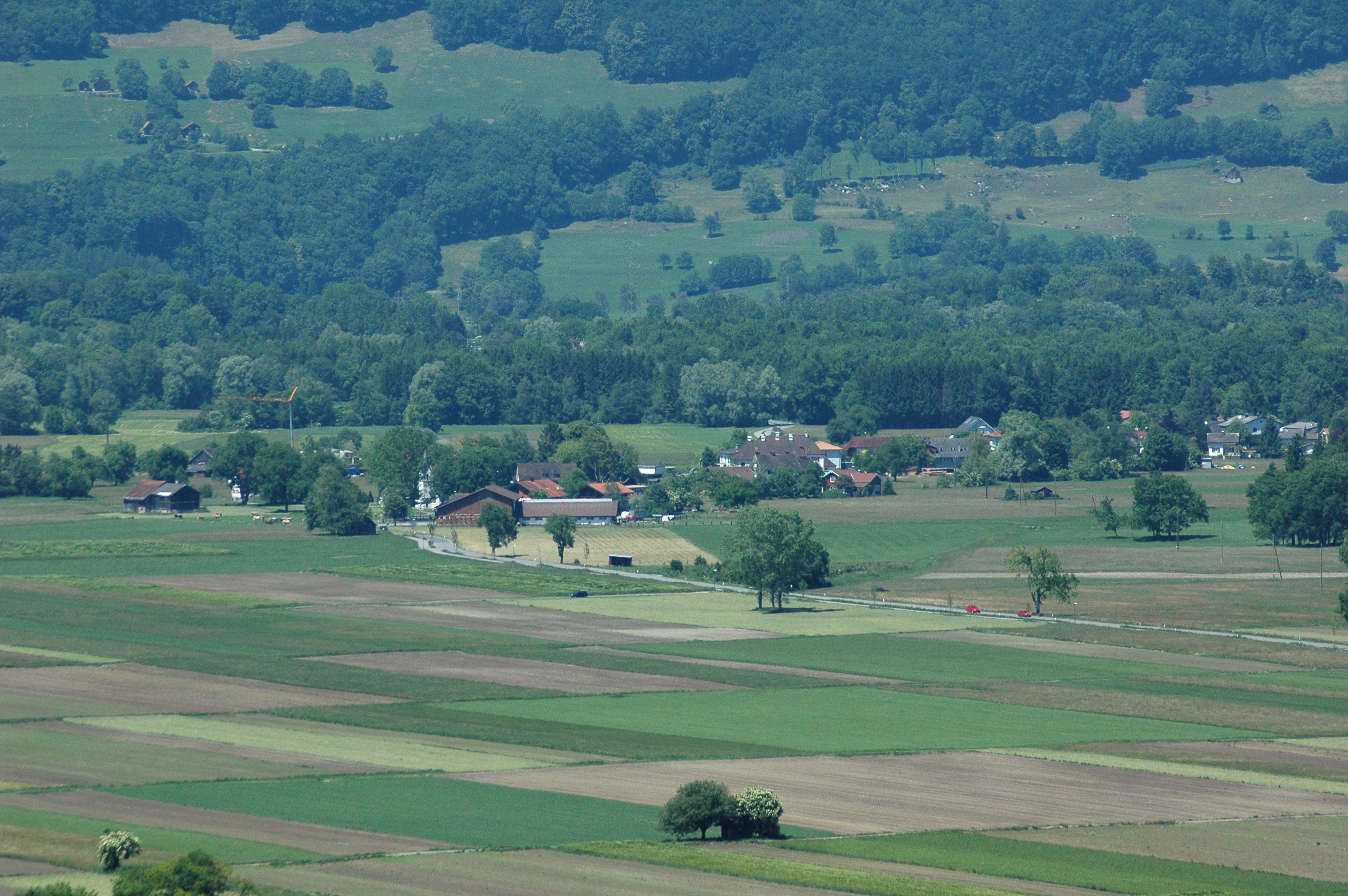
Blick von Fresch (Schellenberg) nach Bangs, im Hintergrund Schweizer Berge